# Гарбо рассказывает
«Гарбо рассказывает» (англ. Garbo Talks) — американская кинокомедия режиссёра Сидни Люмета. Премьера фильма состоялась 12 октября 1984 года.

## Сюжет
Эстелль Рольф обожает фильмы с Гретой Гарбо. Когда она узнаёт, что у неё опухоль головного мозга и жить ей осталось не более полугода, Эстелль твёрдо решает встретиться со своим кумиром. Её сын Гилберт, бухгалтер из Манхеттена, названный в честь одного из партнёров Гарбо по съёмочной площадке, желает исполнить волю матери. Он нанимает папарацци, чтобы тот показал ему квартиру актрисы, сам нанимается разносчиком еды, отыскивает Гарбо на Файер-Айленде и преследует до «барахолки» на Шестой авеню. В конце концов, навязчивая идея Эстелль постепенно передаётся её сыну.

## В ролях
- Энн Бэнкрофт — Эстелль Рольф
- Рон Сильвер — Гилберт Рольф
- Кэрри Фишер — Лиза Рольф
- Кэтрин Хикс — Джейн Мортимер
- Стивен Хилл — Уолтер Рольф
- Говард Да Сильва — Анджело Докакис
- Дороти Лаудон — Соня Аполлинар
- Харви Файерстин — Берни Уитлок (впервые на экране)
- Гермиона Джинголд — Элизабет Ренник

## Съёмочная группа
- Режиссёр-постановщик: Сидни Люмет
- Сценарист: Ларри Грусин
- Продюсер: Бёртт Харрис, Эллиотт Кастнер
- Композитор: Сай Коулман
- Оператор-постановщик: Анджей Бартковяк
- Монтажёр: Эндрю Мондшейн

## Номинации
1985 — Номинация на премию «Золотой глобус» за лучшую женскую роль — Энн Бэнкрофт